# 駿河湾
座標: 北緯34度48分 東経138度30分 / 北緯34.8度 東経138.5度

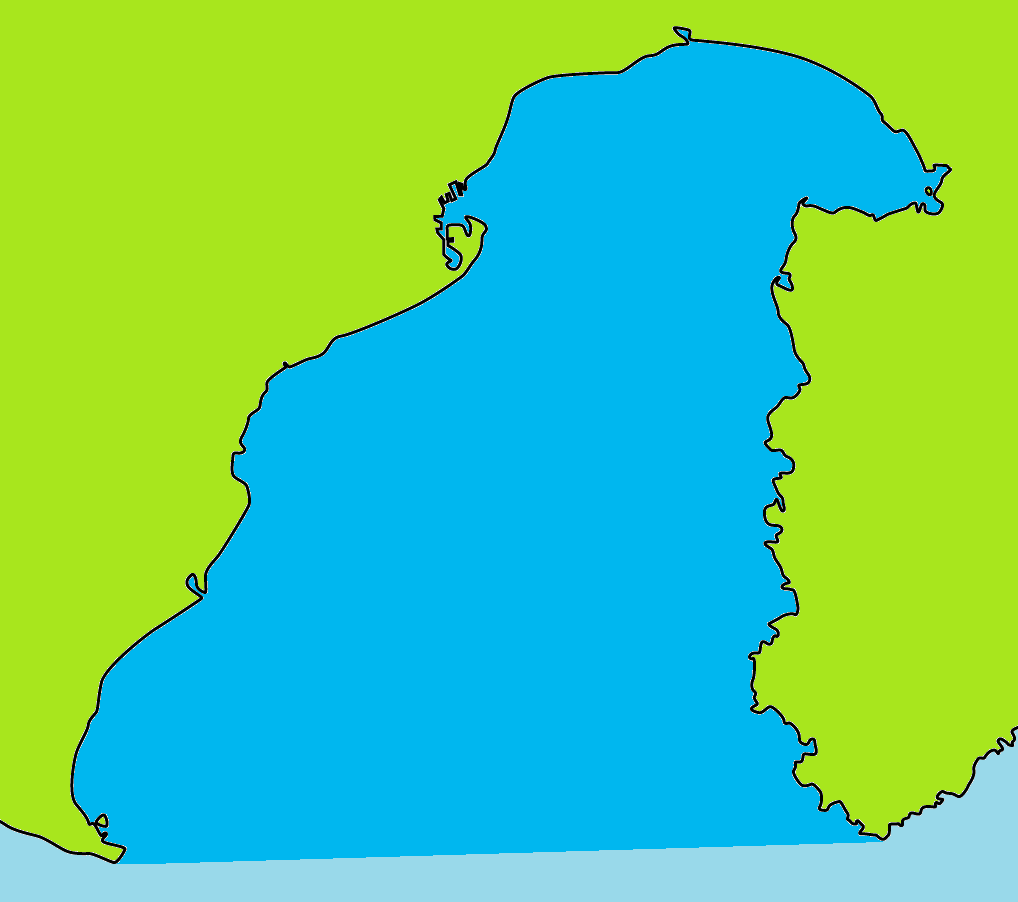
駿河湾の範囲を示した地図

駿河湾（するがわん）は、伊豆半島先端にある石廊崎と、御前崎を結ぶ線より北側の海域。海岸は全て静岡県に属し、令制国としては西岸と北岸は駿河国、東岸は伊豆国である。最深部は水深2500メートルに達し、日本で最も深い湾である。相模湾、富山湾とならんで日本三大深湾（日本三深海湾とも）のひとつに数えられる。

## 地理
駿河湾は湾口幅が56キロメートル、奥行が約60キロメートルあり、表面積は約2300平方キロメートル。約60万年前にフィリピン海プレートに載った火山島であった伊豆半島が本州に衝突して駿河湾ができた。湾はフィリピン海プレートとユーラシアプレートの境界、その北端部である駿河トラフが湾の南北に通るために深度が深い。富士川河口部にあたる湾の最奥部では、海岸からわずか2キロメートル地点で水深500メートルに達する。
伊豆半島や伊豆諸島から沖縄県の各諸島までは、太平洋の一海域であるフィリピン海であり、駿河湾もその一海域に含まれる。湾奥からは九州、台湾東岸沖まで水深1000メートルを超える海底峡谷が続く。
駿河湾の一海域として、湾奥の沼津市沖のごく小さい海域が、内浦湾（北緯35度1分20秒 東経138度53分30秒）と江浦湾（北緯35度2分30秒 東経138度53分40秒）と名づけられている。また、湾の東側にある三保半島で分けられた海域が折戸湾（北緯35度0分0秒 東経138度30分0秒）と呼ばれている。

### 海底地形
火山活動により形成された東側（伊豆半島ブロック）と堆積活動により形成された西側（静岡ブロック）が接する。伊豆側は水深1500メートル付近まで硬い岩石で構成されるため急斜面が発達しており、海底谷は少なく、海食崖や、島嶼が多くなる。一方で、静岡側は削れやすい礫・砂・泥岩で構成され水深1000メートル付近まで谷地形の発達する斜面が広がっている。特に静岡側はトラフ陸側斜面に特徴的な逆断層により、階段状に発達した平坦面と急斜面が繰り返す複雑な地形が見られ、多くの海底谷を有する。また、静岡側には、最大12キロメートルに達する平坦な大陸棚（水深100 - 150メートル以浅）が発達しており、これらは2万年前の氷河期に海面が低下したために形成された浸食地形である。ただし例外的に、三保半島沖には大陸棚が発達しておらず、東へ約4キロメートル進むと一気に水深500メートルまで落ち込む谷地形となっている。
湾南西域には水深平均100メートル、最浅部32メートル、最大比高約1800メートルを呈する石花海（せのうみ、または石花海堆）と呼ばれる台地が存在し、好漁場となっている。この石花海は2つの高まりからなり、北側を石花海北堆（北緯34度44分0秒 東経138度30分0秒）、南側を石花海南堆（北緯34度38分44秒 東経138度27分43秒）と呼ぶ。この石花海の山頂は水深約40 - 60メートルの平らな地形であり、砂質堆積物が表層を覆っている。山頂は非常に浅いため、イサキ・マダイ・カサゴ・イカなど多様に富んだ釣りが盛んである。石花海の西側には傾斜の緩やかな斜面が水深800メートルまで広がっており、北堆西側斜面上には馬蹄形状の地すべり地形が見られるが、この地すべりは1854年に発生した安政地震の際に起きたものと推定される。さらに西方には焼津まで続く平坦な地形（石花海海盆：最大水深900メートル）が発達している。
一方で、石花海の東側斜面はこれとは異なり水深150メートル付近から一気に深さを増し1800 - 2000メートルの駿河トラフ底まで落ち込んでいる。この斜面は45 - 50°の急角で約4キロメートルに渡って発達しており、この斜面上には礫岩層と泥岩層が分布している。この礫岩の種類は、有度丘陵や三保海岸を構成する円礫とほぼ同じ種類あり、いずれも古安倍川から供給されたものと推定され、200万年 - 数十万年前に起こった隆起運動によって山地となった。これらの円礫のほとんどに割れ目が入っていたことから隆起運動の際に強い圧力がかかったと考えられる。
また、石花海北堆東側に発達する急斜面底（水深1850メートル）付近は石花海ゴージと呼ばれる幅約200メートルの峡谷が約4キロメートルわたって広がっている。この峡谷付近は深海底であるにもかかわらず、2ノットを超える潮の流れがあり、潜水調査船の操作を困難にしている。

### 海岸地形
公の機関では、御前崎から大瀬崎までの163キロメートルを駿河湾沿岸、大瀬崎から石廊崎を経て静岡県と神奈川県の境界までの273キロメートルを伊豆半島沿岸と呼称している。

#### 駿河湾沿岸

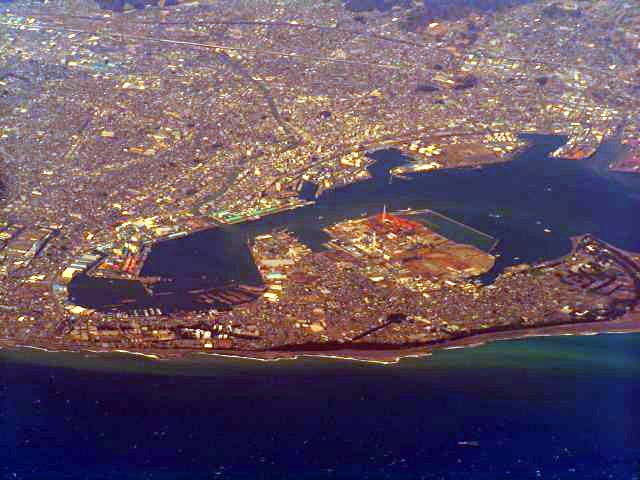
三保半島および三保松原（静岡市清水区）世界遺産
富士山を望む白砂青松の砂洲（日本の白砂青松100選の一つ）。
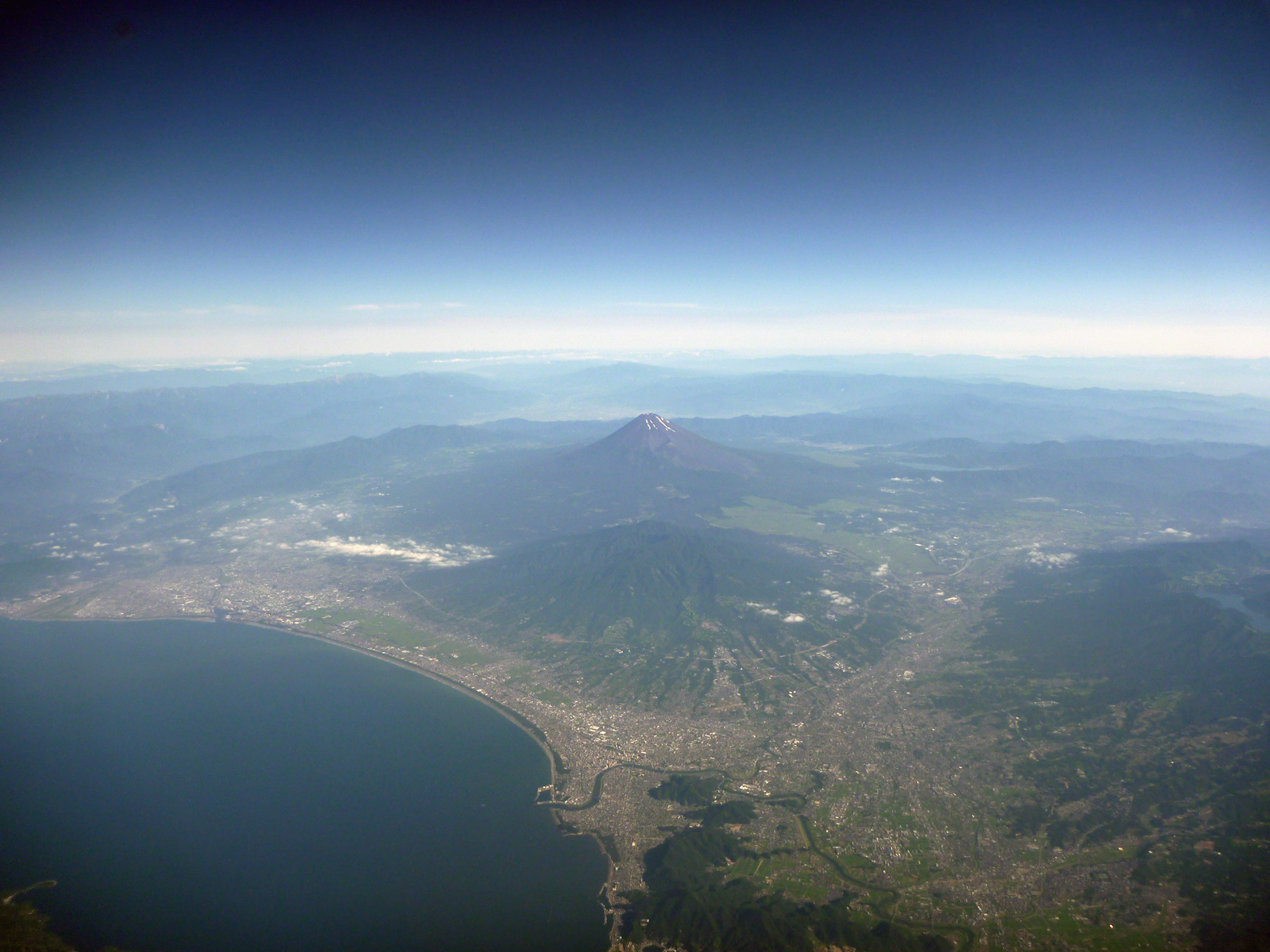
富士海岸（沼津市 - 富士市）
約23キロメートルにわたる海岸。砂州として発達したものであり、その北側には浮島沼という湿地帯が存在した。この湿地帯は古くは潟湖であった。千本松原の松林が10キロメートル以上にわたって海岸沿いに続く（日本の白砂青松100選の一つ）。
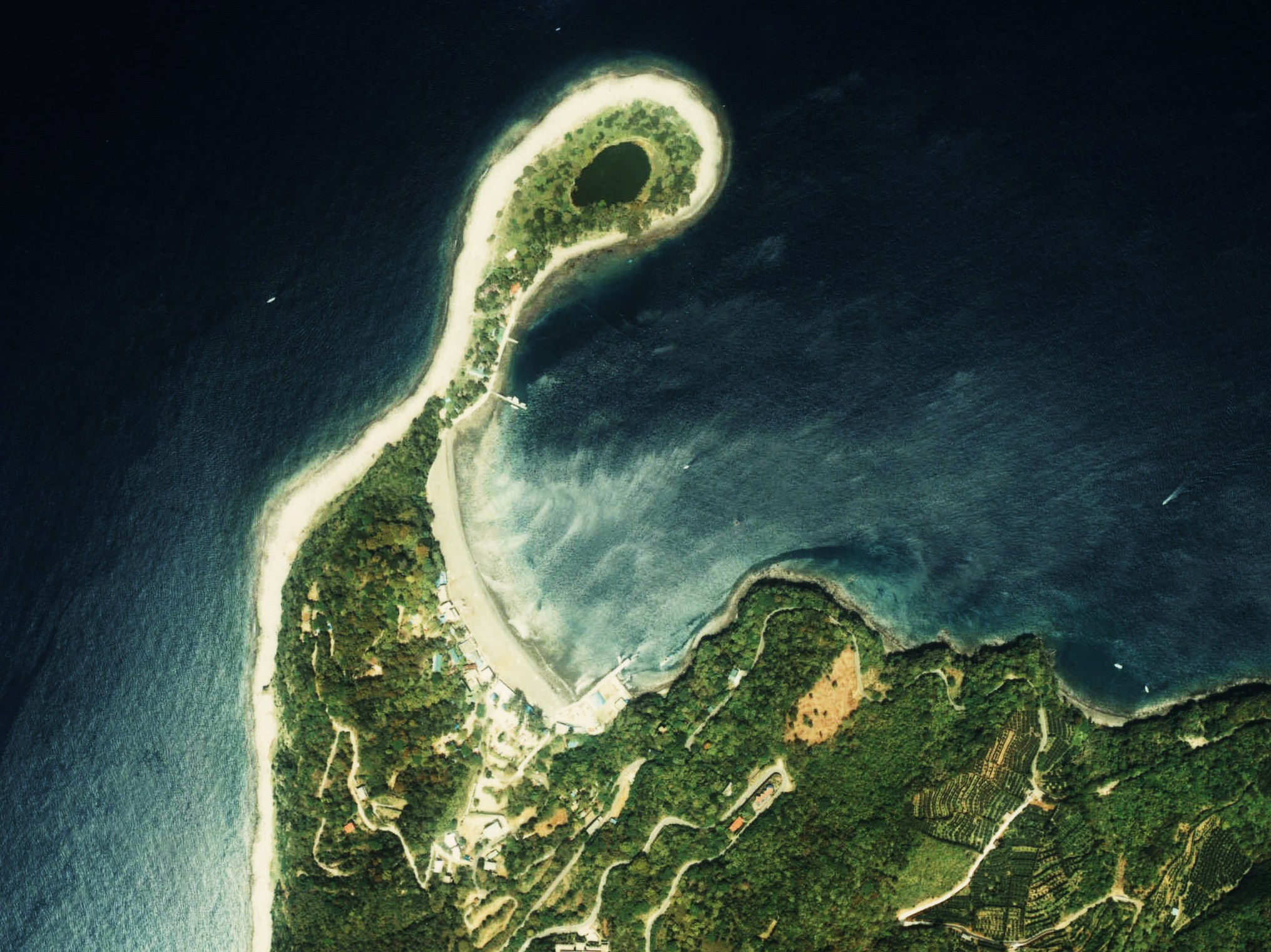
大瀬崎（沼津市） 陸繋島と陸繋砂州。

| - 三保半島、清水港、三保の松原 - 駿河湾と千本松原、背後は愛鷹山と富士山 - 大瀬崎 国土交通省 国土地理院 地図・空中写真閲覧サービスの空中写真を基に作成 |

#### 伊豆半島沿岸

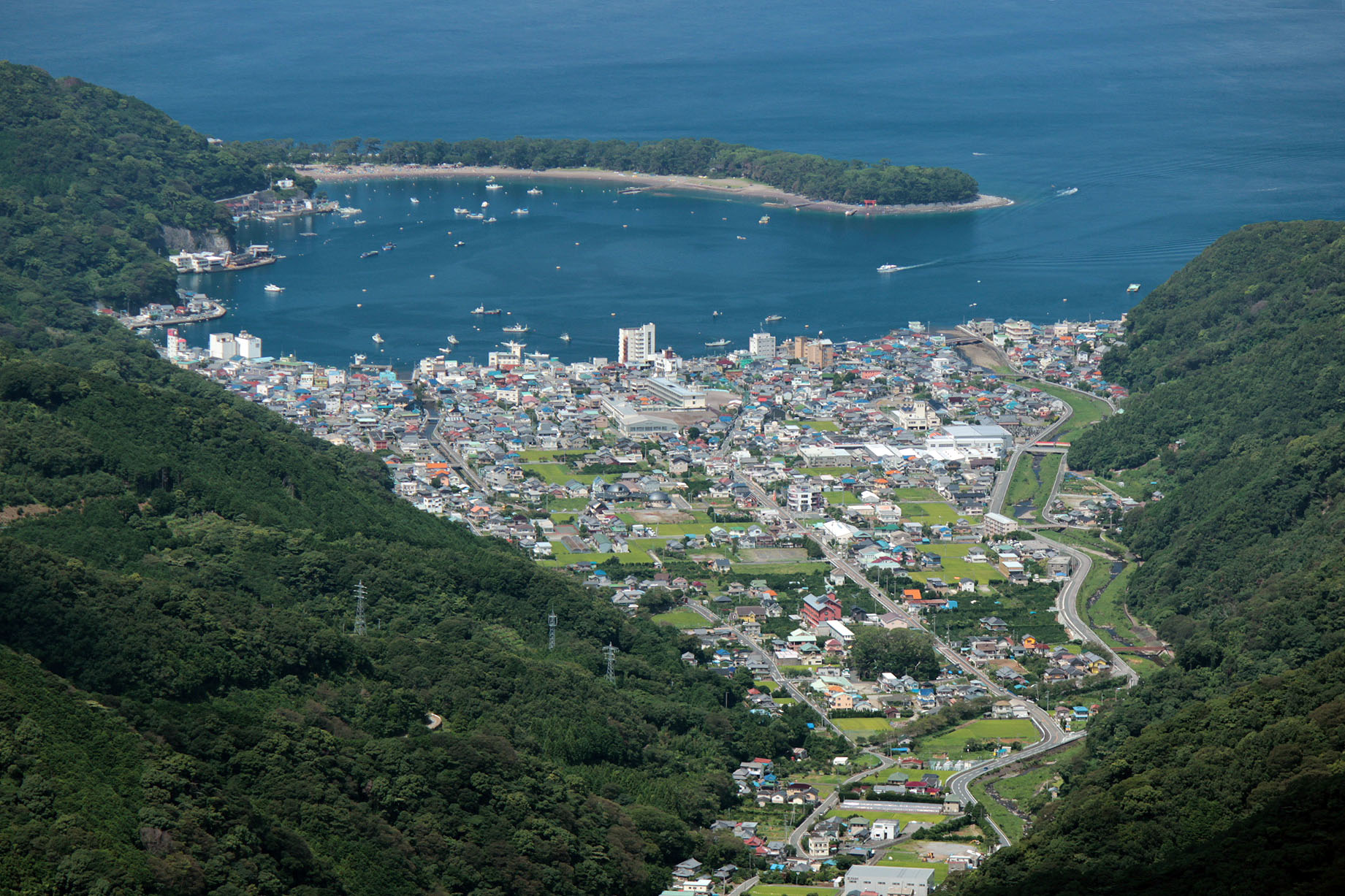
御浜岬（沼津市） 砂嘴。
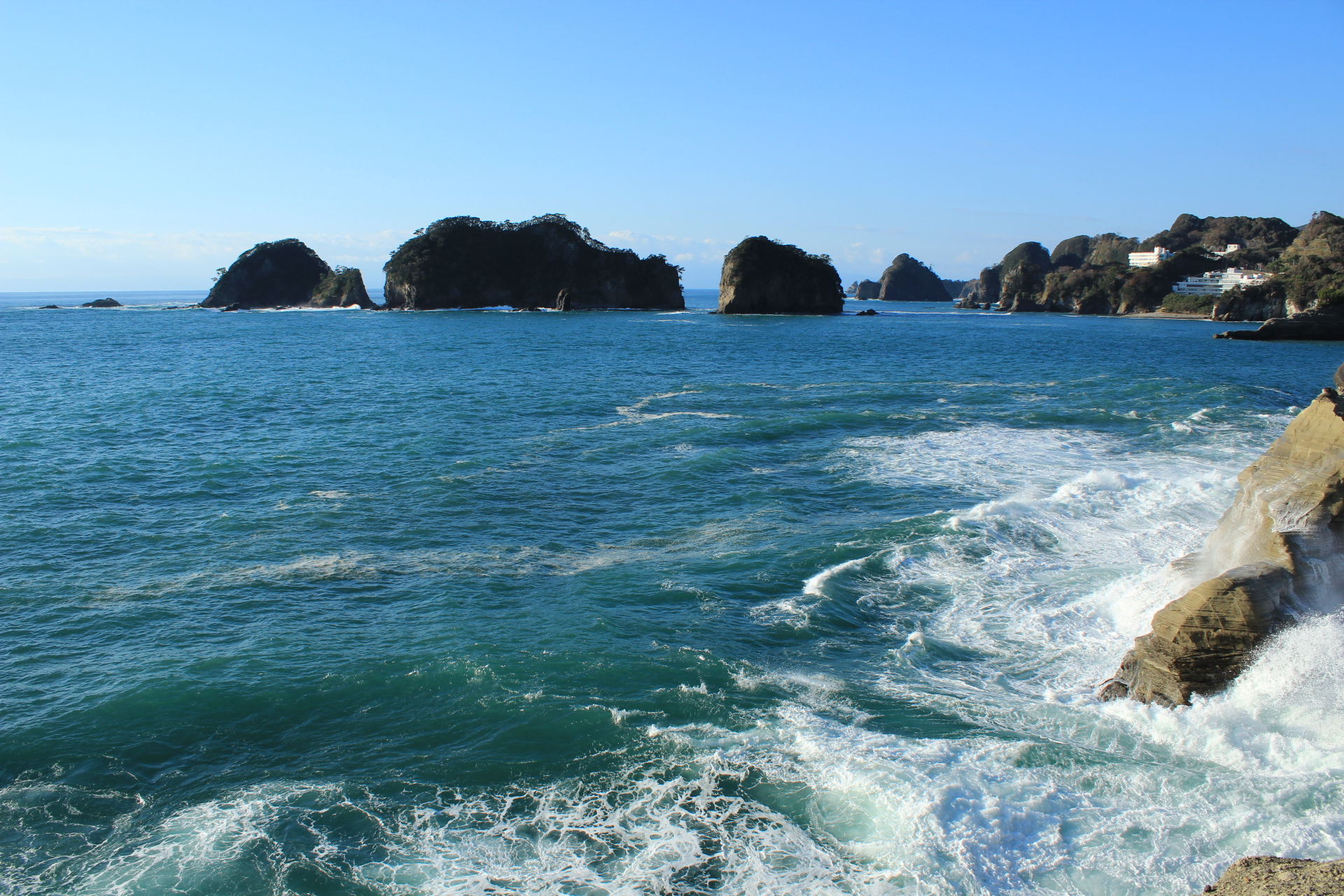
堂ヶ島海岸（西伊豆町） - 伊豆半島が海底火山時代だった頃の痕跡を持つ海食崖の海岸。三四郎島で陸繋島（タイダル・アイランド）が見られる。
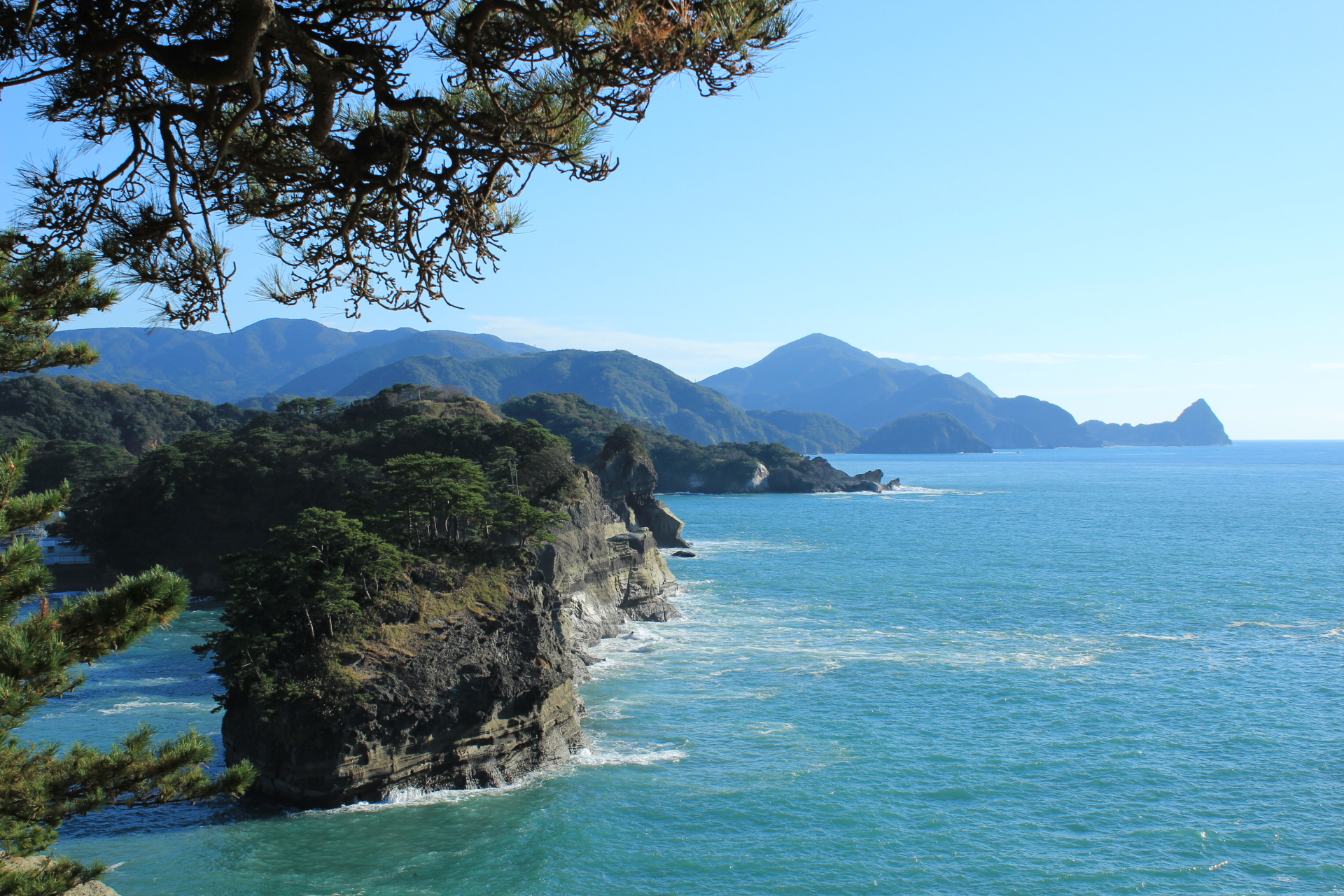
伊豆西南海岸（松崎町・西伊豆町・南伊豆町） - 半島南西部の3町にわたる海岸が、国の史跡名勝天然記念物として指定されている[16]。これはあくまで登録上の名称であって、この名の海岸は存在していない。上記の堂ヶ島海岸も指定範囲に含む。
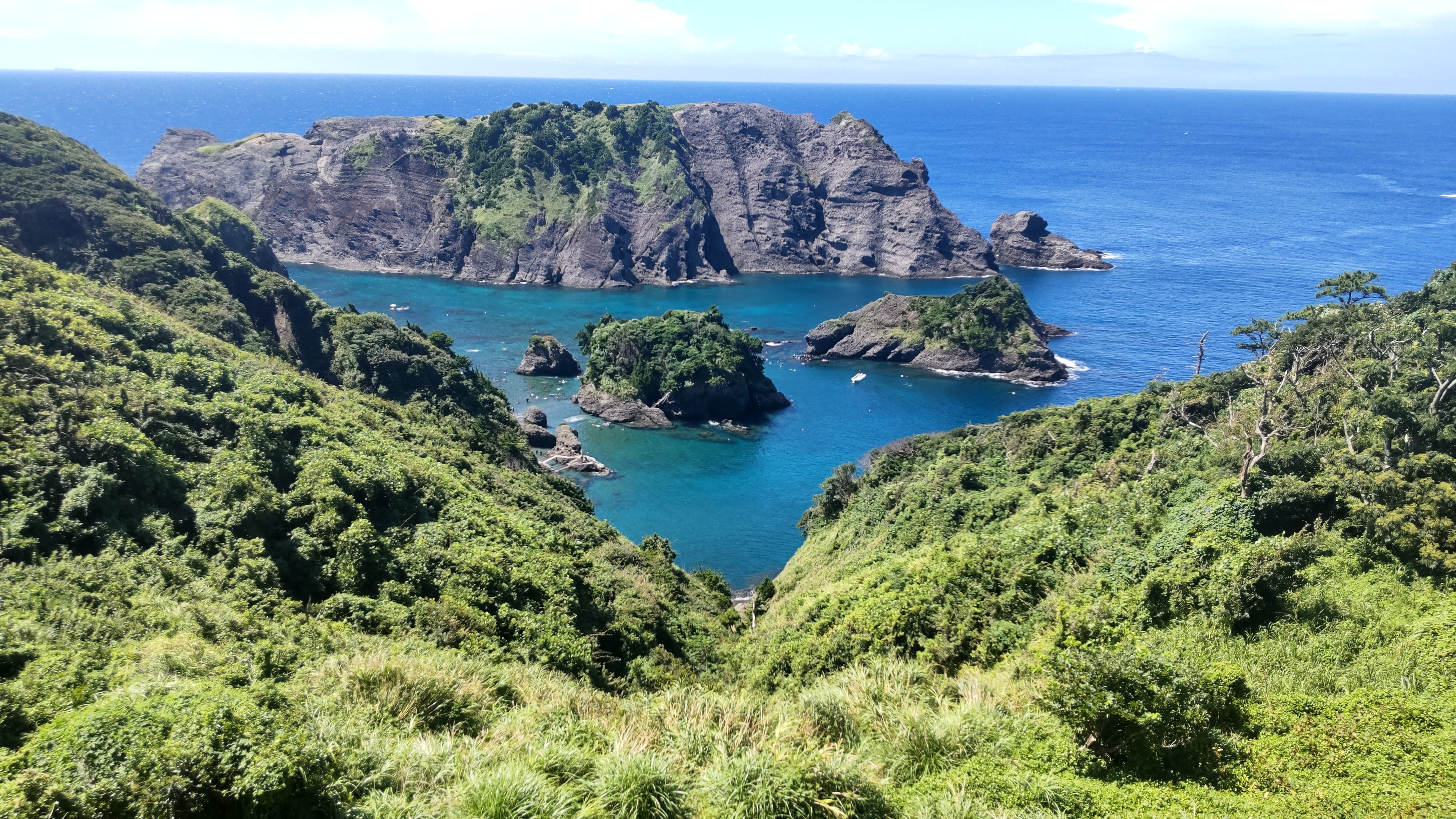
大根島とヒリゾ浜（南伊豆町、伊豆西南海岸の指定範囲内）

| - 御浜岬と戸田港 - 三四郎島 - 伊豆西南海岸（西伊豆町 - 松崎町） - 大根島とヒリゾ浜（南伊豆町、伊豆西南海岸の指定範囲内） |

### 海水
湾の西側は大井川、安倍川、富士川などの一級水系が多く、河川水の影響を強く受けている。これに対し、湾の東側は伊豆半島の中央を流れる一級水系の狩野川の河口が湾奥にあるため流入河川が少なく表層水が比較的澄んでいる。
富士山やその山麓に降った雨や雪がとけた水は河川から流入する以外に、海底湧水にもなっている。富士山に降った降水の約20 %にあたる年間6億立方メートルの水が、湾北部の沿岸域の海底から地下水として直接湾に流出している。駿河湾に流れ込む河川水は年間100億立方メートルに達し、この流量の少なくとも10 %程度が海底湧水として流れ込んでいる。さらに、富士山由来の分も含めれば年間16億立方メートルの地下水が直接湾に注いでいる。河川水や海底湧水に含む豊富な栄養は、植物プランクトンを経て、湾に生息する生物へと伝播している。黒潮系水や中深層水がさまざまな卵稚仔や成魚を湾内にもたらし、それらを栄養豊富な沿岸河川系水が育むことで、生物多様性に富む駿河湾の生態系を形成している。

#### 深層水
湾口が南に開いているため、北太平洋の海水が容易に侵入する。沖合で西から東へ流れる黒潮の分派流が伊豆半島に沿って流入することがあり、湾内ではサンゴや熱帯魚が見られる。この黒潮系水は、湾全域の水深300メートル以浅に分布する（黒潮系海洋深層水）。また、河川水が流入する湾西部や北部の沿岸部には、河川水の影響を受けた低塩分の海水が恒常的に存在する。河川水は海水に比べて軽いため、黒潮系水と混ざりあいながら黒潮系水に乗り上げ、これを覆うように分布しており、沿岸河川系水と呼ばれる。この沿岸河川系水は降水量が増加する夏季には湾の表層全域に広がる。
湾の水深300メートルから800メートルには、水温5℃から10℃と比較的低温・低塩分の海水が存在する。この海水は北太平洋亜熱帯海域の北緯20°から45°にかけ広く分布し、亜寒帯系海洋深層水（北太平洋中層水）と呼ばれる。中層水の起源は、オホーツク海北西部陸棚域にあることが判明している。
水深800メートル以深に存在する海水は、太平洋海洋深層水（太平洋深層水）と呼ばれており、グリーンランド近海と南極ウェッデル海表層を起源とする。
このように、表層水の下には三層の海洋深層水がある（黒潮系海洋深層水、亜寒帯系海洋深層水、太平洋海洋深層水）。

### 気象
年間平均気温は、県内南端にある御前崎や石廊崎付近で高く、北へ行くほど低くなるが、駿河湾の沿岸、特に三保半島のある西岸付近では海洋性気候を反映して幾分高くなる傾向にある。
日本列島に北西の季節風が吹くと、中部地方の山脈地帯を避けて、関東地方を経て東回りに迂回する気流と、若狭湾から伊勢湾を経由して遠州灘方向へ西回りに迂回する気流が、駿河湾付近で収束することによって、駿河湾収束線（または駿河湾低気圧）が発生する。駿河湾収束線が発生したときには、駿河湾付近に西部と東部から気流が流れ込むため、湾内の南北方向に収束線ができる。その結果、県内西部では晴天であるにもかかわらず、中部から東部では曇天になり、時には霧や降水をもたらす。収束線は、西高東低型の気圧配置になる冬季から春季に発生する傾向にあるが、地上での気象観測点が限られている点、駿河湾を含めた洋上における気象観測資料が不足しているなどの点から、その発生予測は必ずしも容易ではない。
なお、人為的要因を含んだ気象条件の変化により、駿河湾内における水温は過去50年間で0.7度ほど上昇傾向にある。

### 災害
駿河湾は駿河トラフが南北に通るため、これが巨大地震とされる東海地震を起こすと考えられている。この境界を境に、フィリピン海プレートがユーラシアプレートの下に沈み込むことで、プレート境界地震（海溝型地震）が過去に繰り返し発生してきたことが、書き残されている大地震の記録や津波堆積物の調査結果、考古学的な発掘調査などから判明している。 東海大学と気象研究所は、駿河湾の海底に海底地震観測網の展開を2011年から行い、観測を継続している。観測には海底地震計などを用いる。
2009年（平成21年）8月11日には、マグニチュード6.5の駿河湾地震が起きたが、気象庁の発表では、この地震と東海地震の関連性について『直接的には関係ない』と結論を出した。
今後発生が見込まれる南海トラフ巨大地震の際には、南伊豆町の海岸に最大15m、御前崎市の海岸に最大13mの津波が到達することが予想されているほか、他の市町でも軒並み高い値が示されている。

## 歴史
漁場や海上交通路として古来利用された。戦国時代には戦国大名間の海戦も発生した（伊豆水軍を参照）。
漁業では、江戸時代後期から明治・大正・昭和初期にクロマグロが漁獲されていた。天保3年（1832年）に幕府浜御殿奉行・木村喜繁は長浜村（現・沼津市）においてマグロの大漁を目撃し、画帳『天保三年伊豆紀行』（静岡県立中央図書館所蔵）として記録しており、マグロ漁師や商談をする網元・商人の姿を描いている。同年3月には滝沢馬琴が『兎園小説余録』において江戸におけるマグロ価格の暴落を記録しており、木村喜繁が目撃したマグロの大漁が影響したと考えられている。
近代には1894年（明治27年）刊行の『静岡県水産誌』においてマグロやカツオ、イルカなど大型魚類や海獣の漁獲を記している。同書によればこれらの生物は網で断ち切り追い込んで漁獲する「建切網」と呼ばれる漁法で漁獲されていたという。マグロは駿河湾奥部から伊豆半島を中心に漁獲されており、カツオは駿河湾口部と湾外で漁獲されている。イルカはマグロやカツオに比較して少なく、西伊豆を中心に漁獲されている。
1907年（明治40年）と1913年（大正2年）には沼津市口野の金桜神社にマグロの豊漁を祈念した絵馬が奉納され、マグロ漁の様子が描かれている。1921年（大正10年）頃の木内三朗『落穂拾遺』でも、木内が1919年（大正8年）に伊豆三津浜で目撃したマグロ追い込みや買い付けの商人の姿が描かれている。
江戸後期・明治期には駿河湾で漁獲された大型魚類は内陸部へも流通しており、甲斐国（山梨県）南部の鰍沢河岸（山梨県富士川町鰍沢）からは江戸後期から近代にかけての魚類など動物遺体が多く出土している。鰍沢河岸出土の魚類はマグロやイルカといった大型魚類や海獣をはじめ、アブラボウズ、イシナギなど伊豆半島や小田原で食される希少種も出土している。これらの魚類は駿河湾で漁獲され、甲斐・駿河間を結ぶ富士川舟運や中道往還を通じて甲斐国へもたらされたと考えられている。
大正期には駿河湾岸で製紙工場の建設が始まり、1920年には工場排水が原因でサクラエビの漁獲に影響が出るなどの被害が現れ始めている。
2016年11月、駿河湾の「世界で最も美しい湾クラブ」への加盟が正式に決定した。

## 生物

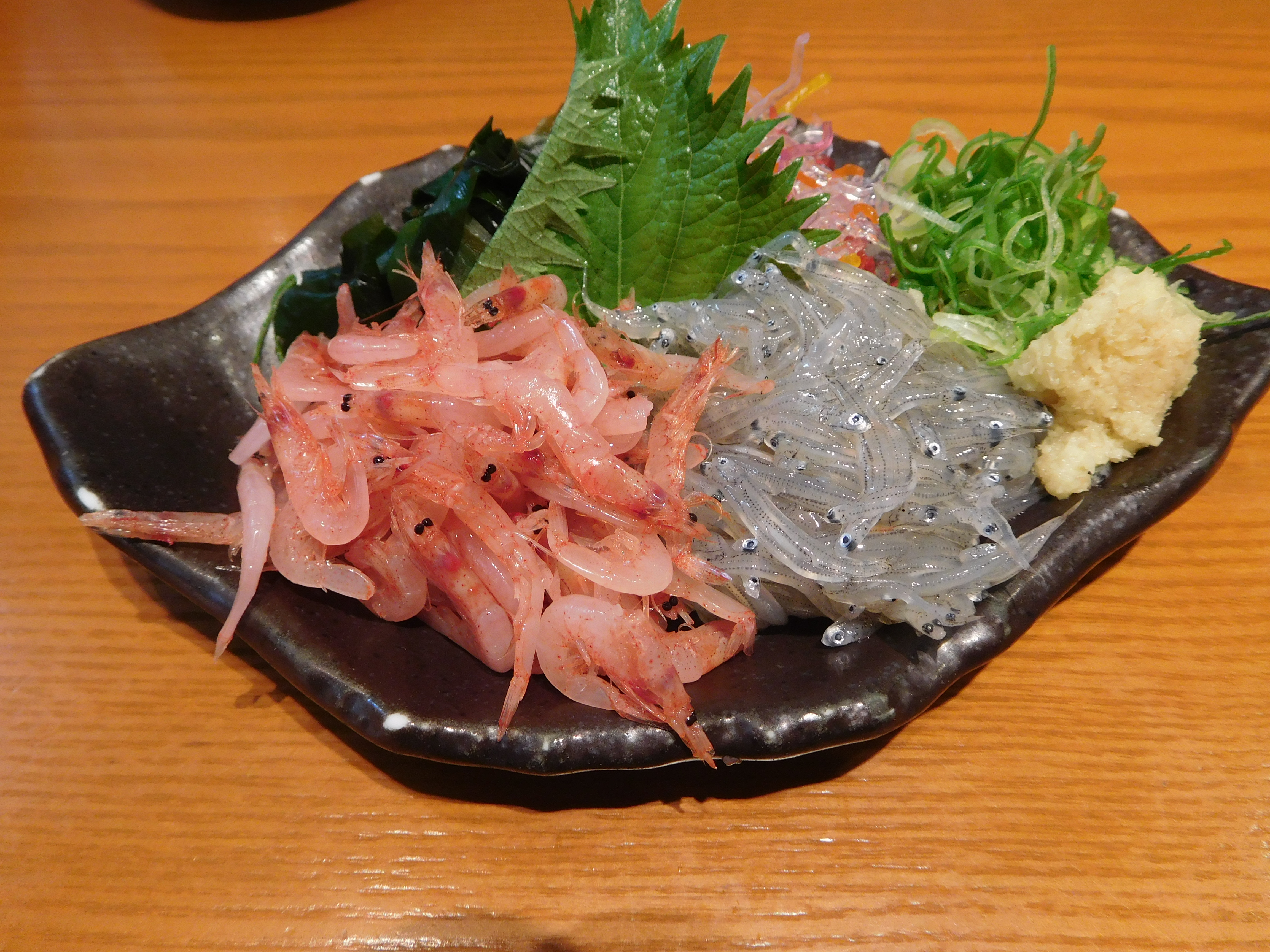
駿河湾の海の幸、生サクラエビと生シラス

### 魚類
日本の魚類は淡水魚を含め約2300種であるが、駿河湾内にはこの内の約1000種の魚類が生息している。
駿河湾は最深部で2500メートルという日本一深い湾である。沼津市には、日本で唯一深海生物をテーマにした水族館、「沼津港深海水族館」があり、水深200メートルよりも深い位置に生息する深海生物を常時100種類以上見ることができる。
かつて、深海部で撮影された巨大なオンデンザメ科のサメの映像がテレビ番組上で放送され、話題になったこともあった。
- ラブカ
- ハダカイワシ
- ミツクリザメ

### 甲殻類
- タカアシガニ - 静岡県は日本で最もタカアシガニの漁獲量が多い[35]。
- サクラエビ - 日本では駿河湾でのみ漁業が行われている[36]。

### 軟体類
以下のとおり。
古くは好事家が江ノ浦や三津の浜で貝殻を拾いその美を鑑賞しまた競ったことが古書に見える。学術的調査は英国水路調査船Acteon号が伊豆の田子や清水に入港し、乗船していた船医であり貝類学者であったA. Adams（1863）がTritonium lirostoma, A. Adam等を採集しているのが最初の記録とされる。その後、米国フィラデルフィア科学院のH. A. Pilsbry（1895、1905）がハリツノガイOmniglypta cerina等を新種、米国農商務省の水産調査船Albatross号による採集品からW. H. Dall（1907、1919）がスルガバイBuccinum leucostoma、ドングリバイB. middendorffi等の新種、さらにはHeath（1911）は無板類の２新種、をそれぞれ報告している。
日本人では大山桂（1943）は沼津市牛臥にて採集した貝類に上記の記録を加え、611種よりなる軟体動物目録を作成した。その後、静岡大学の土 隆一（1956、1958、1959、1960）は湾内ならびに清水、戸田、安良里等の支湾の貝類相を報告し、東海大学の岡田弥一郎等（1966）も湾内の底生貝類の小報告をしている。また、波部（1958）は蒼鷹丸（1922-1930）の日本周辺の大陸棚の貝類報告の中で駿河湾の貝類を、東京大学海洋研究所の淡青丸および白鳳丸による底生動物調査（1966-1982）にて堀越増興・大田秀（1983）が多くの新記録や未記載種を含め332種を報告している。

#### 貝類
有殻軟体動物は1,308種。地形的に黒潮の影響を受け、黒潮暖流系の貝類が多いことを示唆。潮間帯貝類については、駿河湾の東湾口である伊豆半島側の貝類相は前述した黒潮暖流系貝類が多く、西湾口の御前崎では湾内の海流の流れの向きにより黒潮の影響は弱く、湾奥でみられるようなタマキビガイが伊豆半島側よりも多い。湾奥に位置する内浦湾では黒潮の影響がさらに弱まり、タマキビガイやマガキ等の大陸沿岸に広く分布する貝類が多くなる。

#### イカ類
50種に達し、特筆すべきは太平洋域から初採集されたオナガイカJoubiniteuthis portieriも含まれている。これらを大きく分けると以下のようになっている。
- 沿岸性種
- 黒潮の影響による亜熱帯外洋性種
- 中・深層性種
- 親潮潜流による亜寒帯性種

限られた湾内でこれほど多様な種類からなるイカ類相がみられるのは他の湾では認められていない。

### 海棲哺乳類

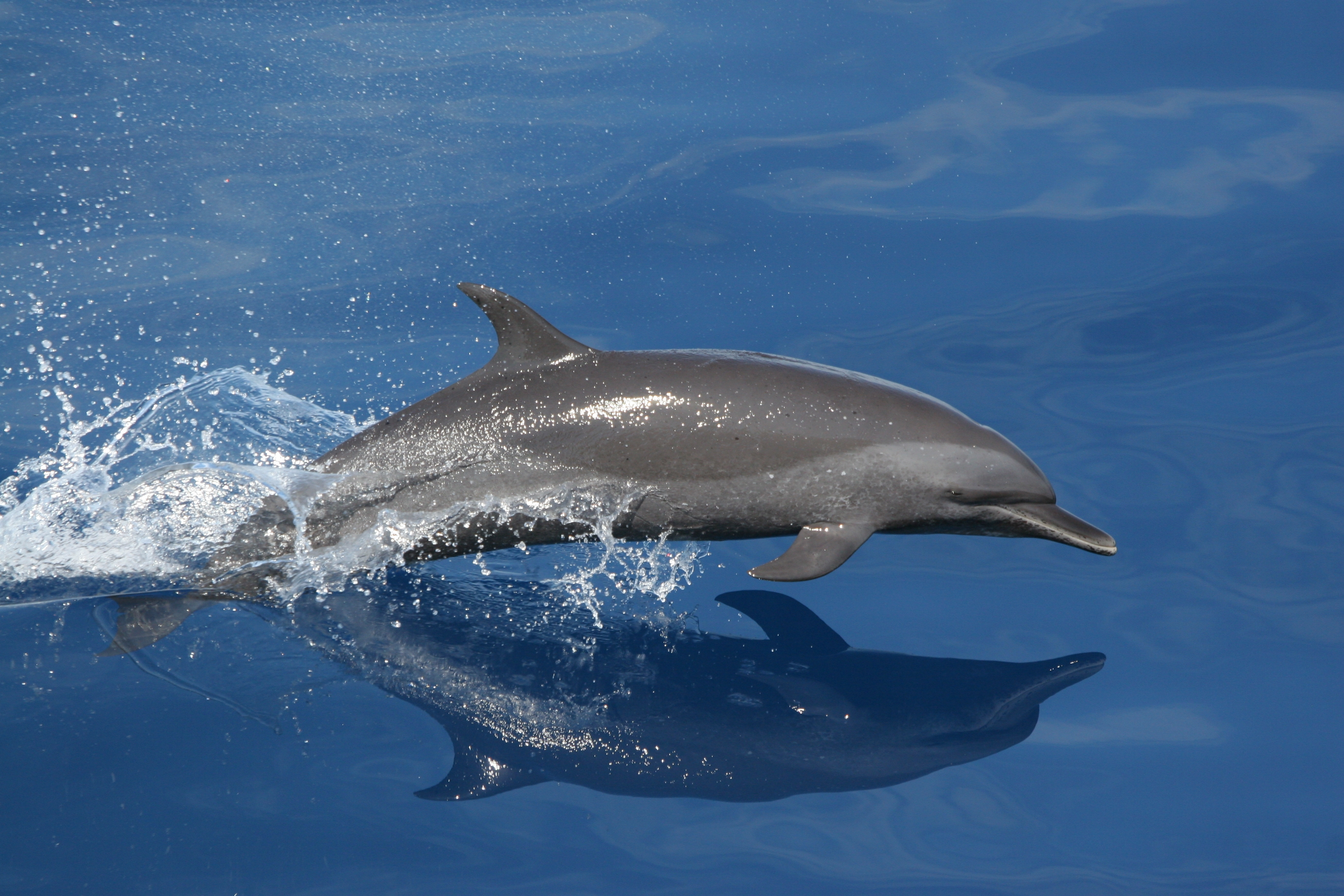
「安良里」に因んで「アラリイルカ」とも呼ばれていたマダライルカ。

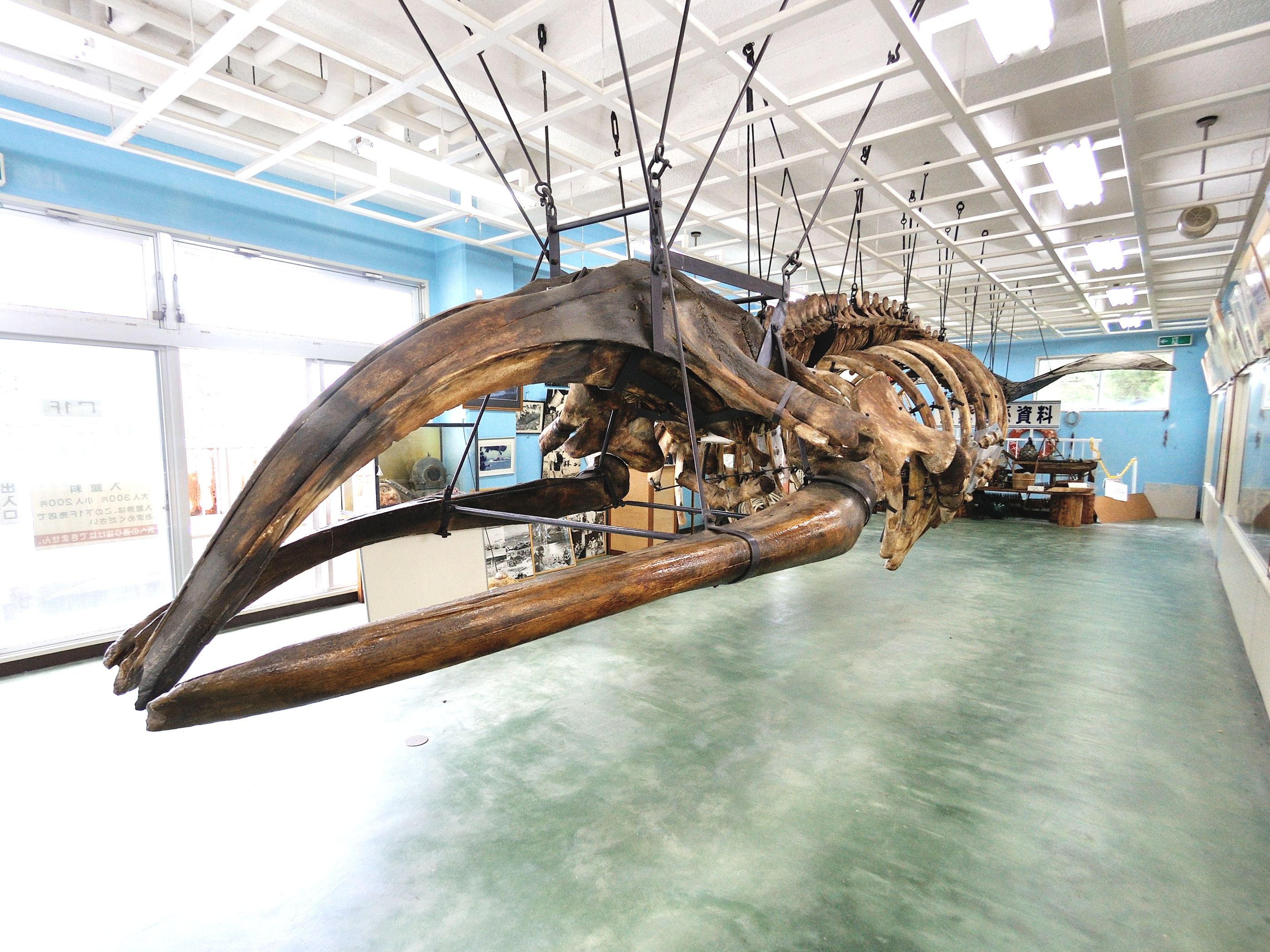
雲見くじら館に展示されているセミクジラの骨格標本。

駿河湾は鯨類を中心に海獣が出現する海域でもあり、近年では、一般的に観察が難しいとされるアカボウクジラ、マッコウクジラやスジイルカ、ハナゴンドウなどの多様な鯨類とくにハクジラ類が回遊・生息する海域であることも判明しつつある。マダライルカの別名である「アラリイルカ（安良里海豚）」は、本種のイルカ猟を行っていた伊豆半島の「安良里」に由来している。一方で、マダライルカとスジイルカはかつては駿河湾と相模湾にて大量に捕獲されていたが、近年では激減したか回遊が消滅した可能性がある。なお、2020年ごろから興津川の河口部を含む清水港の一帯ではミナミハンドウイルカが頻繁に見られるため、イルカウォッチングが不定期に行われている。
一方で、重点的に古式捕鯨や商業捕鯨の対象にされてきたヒゲクジラ類は、現代では駿河湾内での確認はハクジラ類よりも大きく減少しているが、絶滅の危険性が高いとされる、非常に希少なセミクジラとアジア系のコククジラも近年に確認された事例が存在し、松崎町雲見には捕獲されたセミクジラの骨格標本を展示する「雲見くじら館」があり、1996年にも松崎町の沿岸で、2020年にも御前崎の付近で目撃されている。

### ウミガメ
本来は駿河湾の沿岸部の各地の海岸にウミガメが上陸・産卵をする砂浜が存在したが、自然の砂浜の減少に伴ってこのような生息環境も被害を被っている。
近年には、主に湾口部周辺や御前崎の周辺などにてアカウミガメ（絶滅危惧種）の産卵が確認されており、御前崎市の2つの海岸はウミガメ自体と共に天然記念物に指定されていることもあり、生息環境の保全・環境美化運動などが行われている。

## 港湾
以下は主要な港湾である。ただし、2種未満の漁港は除く。
- 御前崎港（御前崎市）重要港湾
- 相良港（牧之原市）地方港湾
- 榛原港（牧之原市）地方港湾
- 吉田漁港（榛原郡吉田町）第2種漁港
- 大井川港（焼津市）地方港湾
- 焼津漁港（焼津市）特定第3種漁港
- 用宗漁港（静岡市駿河区）第3種漁港
- 清水港（静岡市清水区）特定重要港湾
- 由比漁港（静岡市清水区）第2種漁港
- 田子の浦港（富士市）重要港湾

- 沼津港（沼津市）地方港湾
- 静浦漁港（沼津市）第2種漁港
- 内浦漁港（沼津市）第2種漁港
- 戸田漁港（沼津市）第2種漁港
- 土肥港（伊豆市）地方港湾
- 宇久須港（賀茂郡西伊豆町）
- 安良里漁港（賀茂郡西伊豆町）第2種漁港
- 田子漁港（賀茂郡西伊豆町）第2種漁港
- 松崎港（賀茂郡松崎町）地方港湾
- 妻良港（賀茂郡南伊豆町）第4種漁港

## 定期航路
- 駿河湾フェリー : 清水港 - 土肥港